# Badiel
Le Badiel est un cours d’eau espagnol d'une longueur de 35,7 km qui coule dans la communauté autonome de Castille-La Manche.

## Source de la traduction
- (es) Cet article est partiellement ou en totalité issu de l’article de Wikipédia en espagnol intitulé « Río Badiel » (voir la liste des auteurs).